# سامبا (پسر کریشنا)
سامبا (انگلیسی: Samba)، پسر خدای هندو کریشنا و همسر دوم او جامباواتی بود. شوخی احمقانه او به خاندان قوم یدوه (یادوا) پایان داد.
تمام همسران کریشنا فرزندان زیادی به دنیا آورده بودند، اما جامباواتی هنوز یک فرزند نیز به دنیا نیاورده بود. کریشنا توبه کرد و پسری به نام سامبا از جامباواتی متولد شد. وقتی سامبا به اندازه کافی بزرگ شد، کریشنا او را به ایندراپراستا فرستاد تا با پانداوا‌ها - پسرانی که ماهیت نیمه‌خدایی دارند - زندگی کند. سامبا و دیگر شاهزادگان پانداوا‌ها مانند ساتیاکی تیراندازی با کمان را از آرجونا آموختند. سامبا به یک ارابه جنگنده قدرتمند تبدیل شد. یک بار، حکیمان ویشوامیترا و دیگران از کریشنا در دوارکا دیدن کردند. پس از آن به مکان مقدسی به نام پیندراکا رفتند. در پیندراکا، شاهزادگان جوان سلسله قوم یدوه (یادوا) تصمیم گرفتند شوخی کنند. آنها از سامبا خواستند لباس زنان باردار بپوشد و به حکیمان نزدیک شود. شاهزادگان به حکیمان نزدیک شدند و گفتند: ای حکیمان، این بانوی حامله زن بابرو است و در شرف زایمان است. از آنجایی که شما حکیم بزرگی هستید، او می‌خواهد از شما بپرسد که آیا فرزندش پسر خواهد بود یا دختر. نارادا عصبانی شد. او به شاهزادگان خیره شد و آنها را نفرین کرد و گفت احمق‌ها او یک چماق آهنی به دنیا خواهد آورد که کل سلسله قوم یدوه را نابود خواهد کرد. شاهزاده‌ها ترسیده بودند. به زودی، چماق آهن از سامبا بیرون آمد. پسرها با اندوه به دوارکا بازگشتند و چوب آهنی را به پادشاه اوگراسنا نشان دادند. پادشاه اوگراسنا دستور داد که چماق را پودر کرده و به دریا بیندازند. اما یک قسمت از چوب، یک سنبله آهنی، قابل تخریب نبود، بنابراین فقط به دریا انداخته شد.
یک بار، همسران کوچک کریشنا در حال حمام کردن در برکه بودند. سامبا نزدیک شد و آنها جذب زیبایی او شدند. سامبا و همسران در برکه با هم متحد شدند. وقتی کریشنا از اتفاقی که افتاده مطلع شد، عصبانی شد. او سامبا را با جذام نفرین کرد. در همین حال، سامبا که قادر به تحمل جذام خود نبود، برای کمک نزد حکیم کاتاکا رفت. کاتاکا به او توصیه کرد که توبه کند و (خدای خورشید) را خشنود کند؛ بنابراین، سامبا به سواحل رودخانه چاندراگاگا در میتراوانا رفت. او معبد سوریا (ایزد) را ساخت و سپس دوازده سال توبه سخت را برای خشنود ساختن ایزد سوریا انجام داد. سرانجام سوریا به او گفت که در رودخانه غسل کند. سامبا طبق دستور عمل کرد و جذام او درمان شد. گفته می‌شود که معبد خورشید مولتان و پرستشگاه خورشید کونارک هر دو توسط سامبا پس از این حادثه ساخته شده‌اند.

## معبد خورشید مولتان
معبد خورشید مولتان که به عنوان معبد خورشید آدیتیا نیز شناخته می‌شود، یک معبد باستانی هندوئیسم اختصاص داده شده به سوریا (ایزد) بود که به آن «آدیتیا» نیز می‌گفتند که در شهر مولتان، اکنون در پنجاب، پاکستان قرار داشت. می‌شود معبد اصلی خورشید در مولتان توسط سامبا، پسر کریشنا، برای رهایی از علائم جذام خود در بیش از ۵۰۰۰ سال پیش ساخته شده است. مولتان که قبلاً به نام کاشیاپاپورا شناخته می‌شد و معبد آن نیز توسط هرودوت ذکر شده است. گفته می‌شود که سفرنامه‌نویس چینی هیون تسیانگ در سال ۶۴۱ پس از میلاد از معبد دیدن کرد و مجسمه خدای خورشید را که از طلای خالص ساخته شده بود با چشمانی از یاقوت قرمز بزرگ توصیف کرد.
طلا، نقره و گوهر در درها، ستون‌ها و شمشه‌های آن به وفور استفاده می‌شد. هزاران هندو مرتباً برای پرستش خدای خورشید به مولتان می‌رفتند. گفته می‌شود که هیون تسیانگ چندین دواداسی ("دختران رقصنده") را در معبد دیده است. گفته می‌شود که معبد در نهایت توسط محمود غزنوی در سال ۱۰۲۶ پس از میلاد ویران شد. البارونی نوشت که معبد مولتان هرگز توسط زائران هندو در قرن یازدهم بازدید نشد زیرا در آن زمان به‌طور کامل ویران شد و هرگز بازسازی نشد. در سامبا پورانا آمده است که سامبا به دنبال راهب برای معید بود او گفت:
در جامبودویپا کسی نیست که به من خدمت کند. برو و از سکادویپا برای من نمازگزار بیاور. این دریاچه در ساحل دیگر دریای نمک قرار دارد و توسط اقیانوس شیر احاطه شده است. فراتر از جامبودویپا قرار دارد و به همین دلیل به نام Śākadvīpa شناخته می‌شود. (در آن [قاره] اعضای چهار ورن (هندوئیسم) زندگی می‌کنند، زندگی آنها بدون ابتلا به هیچ نوع بیماری است. آنها ماگا برهمانا، ماگادها کشاتریا، ماناساها وایشیا و مانداگاها شودرا هستند. ماگاها عمدتاً برهمن هستند، ماساکاها کاتریا هستند، ماناساها را باید وایشیاس در نظر گرفت، مانداگاها در میان آنها سودراها Śūdras (طبقه کارگر) هستند. در میان آنها هیچ اختلاط طبقات یا دوره‌های زندگی (آشراما) وجود ندارد. ساکنان، چون از دارما منحرف نمی‌شوند، کاملاً خوشحال هستند.
در سامبا پورانا، تصویر خود ایزد سوریا به سامبا توصیه می‌کند که پرستندگان ماگا را از شاکادویپا بیاورد تا او را پرستش کنند. به این ترتیب سامبا به توصیه الهه نارده و سوریا به شاکادویپا Śākadvīpa رفت و ماگاها را از آنجا آورد. این بوجاکاها در باویشیا پورانا به عنوان نصب‌کننده و تقدیس کننده تصاویر خورشید نامیده می‌شوند.

## ماگا برهمانا
به گفته برخی از پوراناها، ماگاها برهمنی هستند که از قاره دیگری به نام شاکادویپا Śākadvīpa آمده‌اند و در هند ساکن شده‌اند. تعدادی از شباهت‌های اصطلاحی با واژه‌های ایرانی، محققان امروزی را متقاعد کرده است که این مجوس در اصل مغان پارسی یا از منطقه‌ای بوده‌اند که فرهنگ فارسی در آن تثبیت شده است. آنها به هند نقل مکان کرده بودند و موفق شدند به عنوان برهمن شناخته شوند. به عنوان یک قاعده کلی، متون برهمنی در مورد خارجی‌ها انتقادی است. ممکن است که برخی از خارجیان بدون پنهان کردن منشأ خارجی خود موفق به کسب مقام برهمنی شده‌اند، بنابراین قابل توجه اما مایه ظن است. احتمالاً اولین متن باقی مانده که اطلاعاتی در مورد ورود ماگا به ما ارائه می‌دهد سامبا پورانا است که ورود این برهمن‌ها را با پرستش خورشید پیوند می‌دهد. سفر تعدادی از ماگا برهمن‌ها این سفر به کمک الهی نیاز داشت: این ماگاها بر پشت پرنده الهی گارودا سفر کردند. این ماگاها مهم است که این ماگاها قبلاً در قاره اصلی خود برهمن بودند و این یک امر شناخته شده در هند بود. همان‌طور که قبلاً گفته شد، اکثر محققان مدرن بر این باورند که اسطوره ماگاها که از شاکادویپا آمده‌اند با واقعیتی تاریخی مطابقت دارد که در آن مغ‌ها از ایران یا از منطقه ای تحت تأثیر شدید دین ایرانی آمده‌اند. هاینریش فون استیتنکرون(۱۹۶۶) به گفته برخی از محققان، ممکن است چندین مهاجرت، در بیش از یک زمان و از بیش از یک منطقه مبدأ صورت گرفته باشد. منابع دیگر در کنار سامبا پورانا تأیید می‌کنند که در هند برهمن‌هایی وجود داشته‌اند (و هستند) که ادعا می‌کردند از شاکادویپا آمده‌اند و با نام‌های ماگاس (Magas)، گاهی «بوجاکا»، یا فقط «برهمن‌های شاکادویپیا» شناخته می‌شوند.